# Kinrooi
Kinrooi (en limburguès Kinder) és un municipi belga de la província de Limburg a la regió de Flandes. Està compost per les seccions de Kinrooi, Kessenich, Molenbeersel i Ophoven.

## Evolució demogràfica des de 1846
- Fonts:INS, www.limburg.be i ajuntament de Kinrooi
- 1971: Annexió de Kessenich, Molenbeersel i Ophoven